# Кулябко Олексій Олександрович
Олексі́й Олекса́ндрович Куля́бко  (15 (27) березня 1866, Омськ — 6 серпня 1930, Москва) — фізіолог-експериментатор.

## Біографія
1888 року закінчив Петербурзький університет, 1893 року — Томський університет, потім Берлінський і Лейпцизький університети. Учень Івана Сєченова та Пилипа Овсянникова.
У 1902—1929 роках професор Казанського університету. Потім професор Томського університету.

## Дослідження
Досліджував дію різних препаратів на серцево-судинну та інші системи тваринного організму.
1902 року вперше у світі оживив через 20 годин після смерті видалене серце дитини.
Провів удалі досліди з поновленням функцій головного мозку у відокремленій голові риби.